# Calymmaria aspenola
Espèce
Calymmaria aspenola est une espèce d'araignées aranéomorphes de la famille des Cybaeidae.

## Distribution
Cette espèce est endémique de Californie aux États-Unis,. Elle se rencontre dans la Sierra Nevada et les chaînes côtières californiennes.

## Description
Les femelles mesurent de 4,34 à 5,89 mm et les mâles de 4,65 à 5,21 mm.

## Publication originale
- Chamberlin & Ivie, 1942 : A hundred new species of American spiders. Bulletin of the University of Utah, vol. 32, no 13, p. 1-117.